# Деметрий и гладиаторите
„Деметрий и гладиаторите“ (на английски: Demetrius and the Gladiators) е американска библейска драма от 1954 г. и е продължение на „Плащеницата“ (1953). Режисьор е Делмър Дейвс, продуциран е от Франк Рос, а сценарият е на Филип Дън и Лойд Дъглас, базиран на героите, създадени от Лойд Дъглас в „Плащеницата“. Във филма участват Виктор Матюр, Сюзън Хейуърд, Майкъл Рени, Уилям Маршъл, Дебра Паджет, Ан Банкрофт, Джей Робинсън, Ърнест Боргнайн, Бари Джоунс и Ричард Егън.